# Романовка (Чистоозёрный район)
Романовка — село в Чистоозёрном районе Новосибирской области. Административный центр Романовского сельсовета.

## География
Площадь села — 210 гектаров.

## Население
| 2002 | 2007 | 2010 |
| ---- | ---- | ---- |
| 720  | ↘670 | ↘539 |

## Инфраструктура
В селе по данным на 2007 год функционируют 1 учреждение здравоохранения и 2 учреждения образования.